# Малі Орлинці
Малі́ Орли́нці — село в Україні, у Чорноострівській селищній територіальній громаді Хмельницького району Хмельницької області. Розташоване на правому березі Бужка, лівої притоки Південного Бугу. Населення становить 195 осіб.

## Релігія
- Церква св. Дмитра

## Галерея

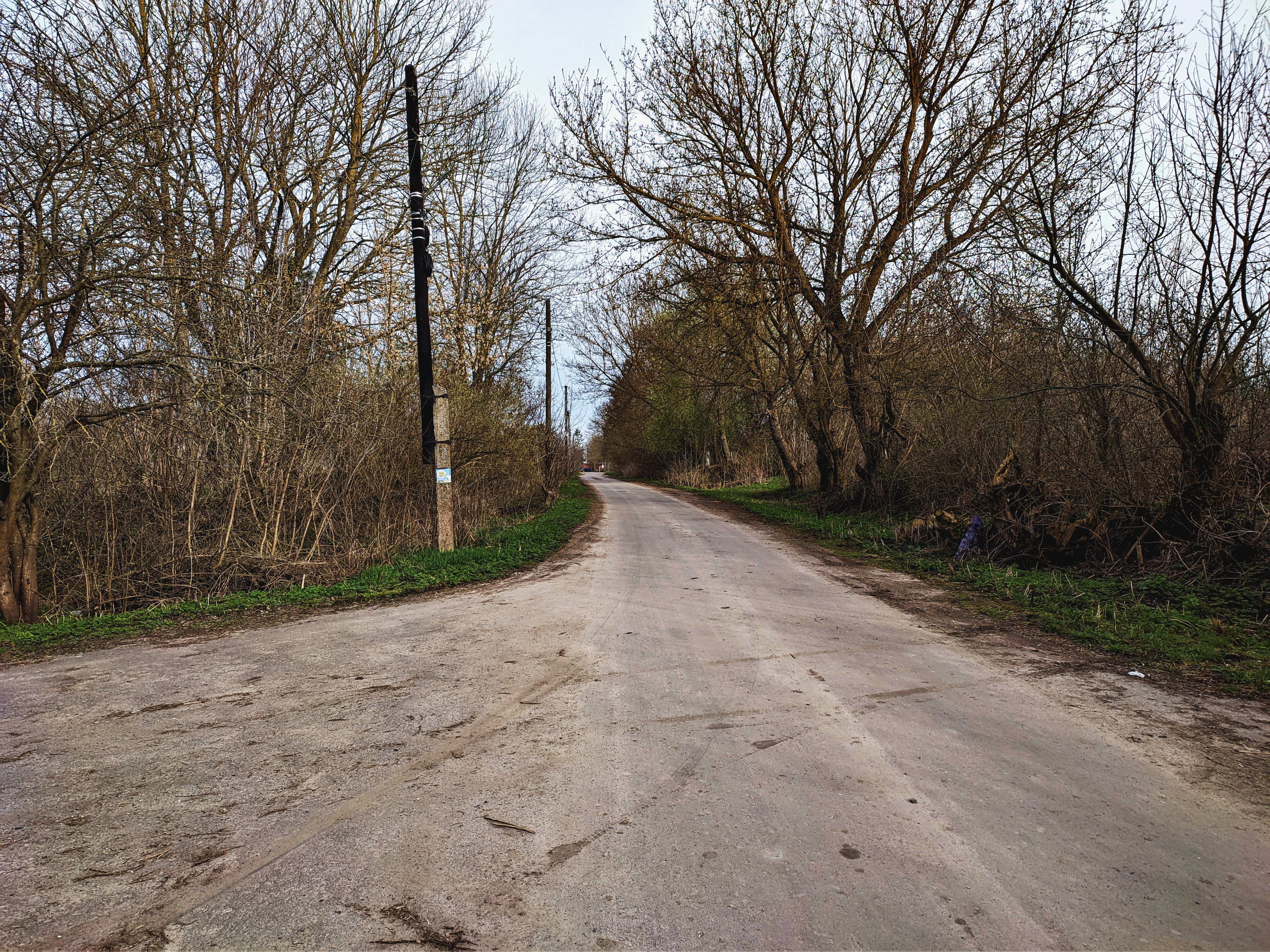
Центральна вулиця Малих Орлинців
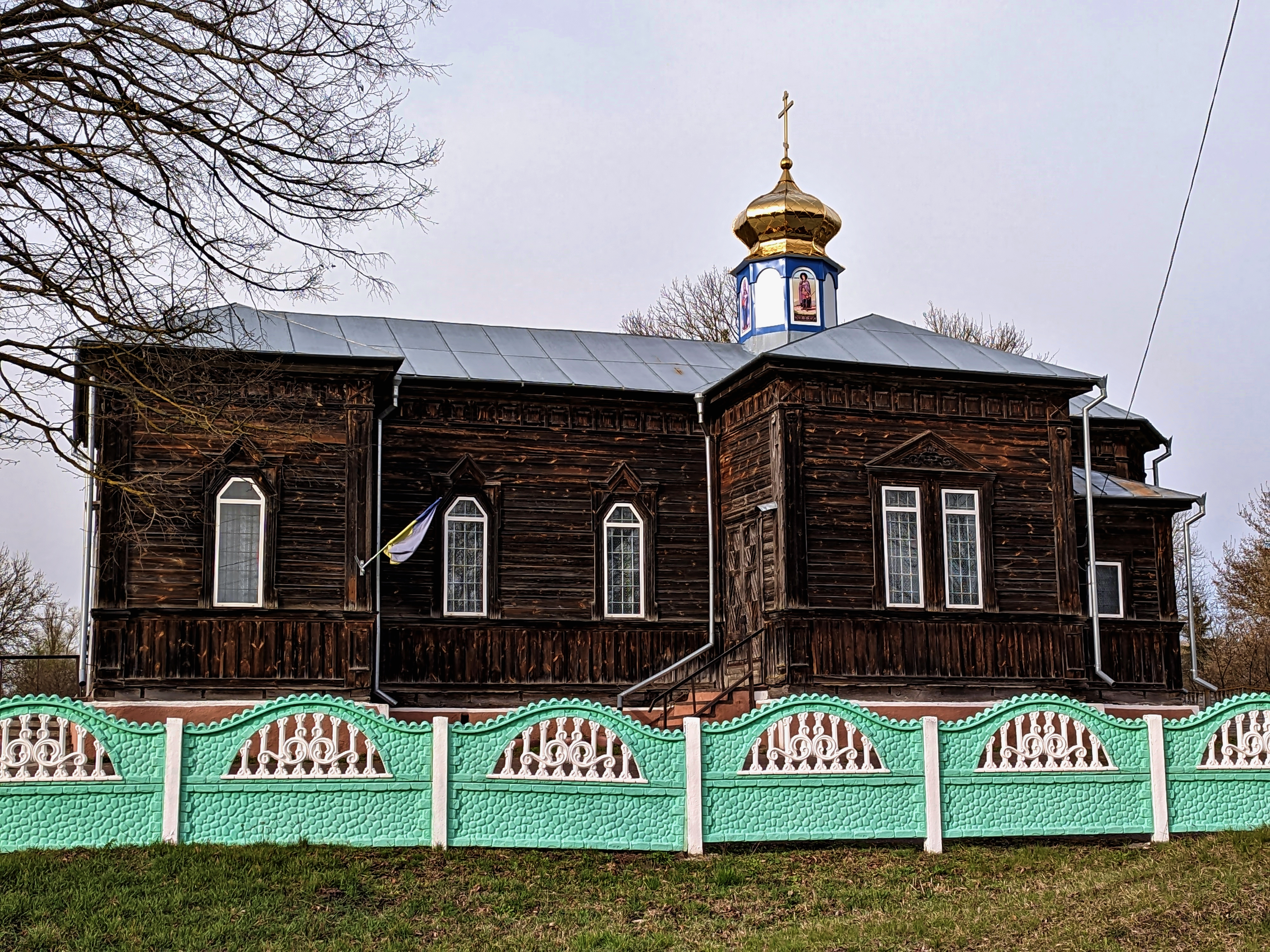
Церква Святого Дмитра
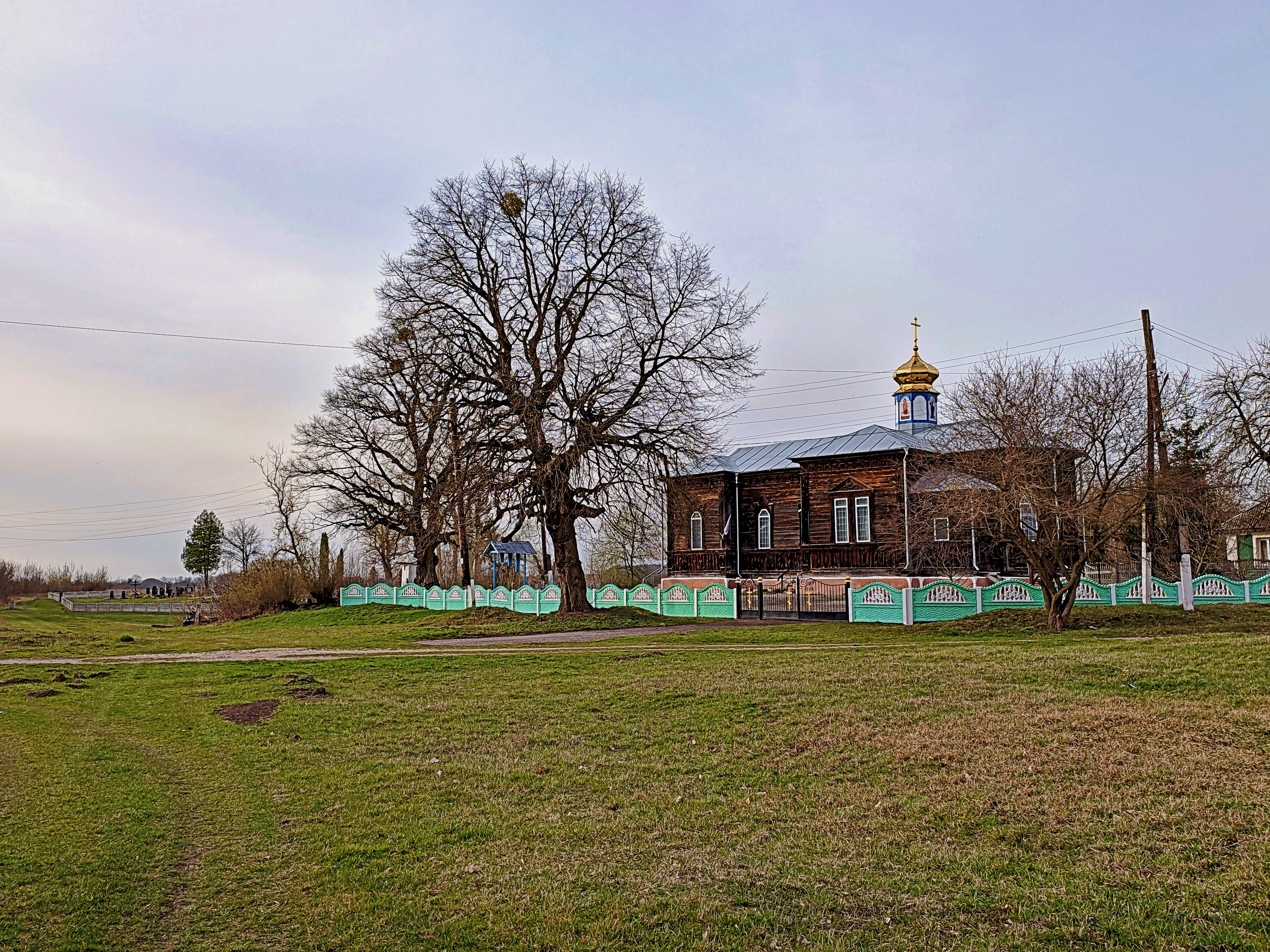
Церква Святого Дмитра
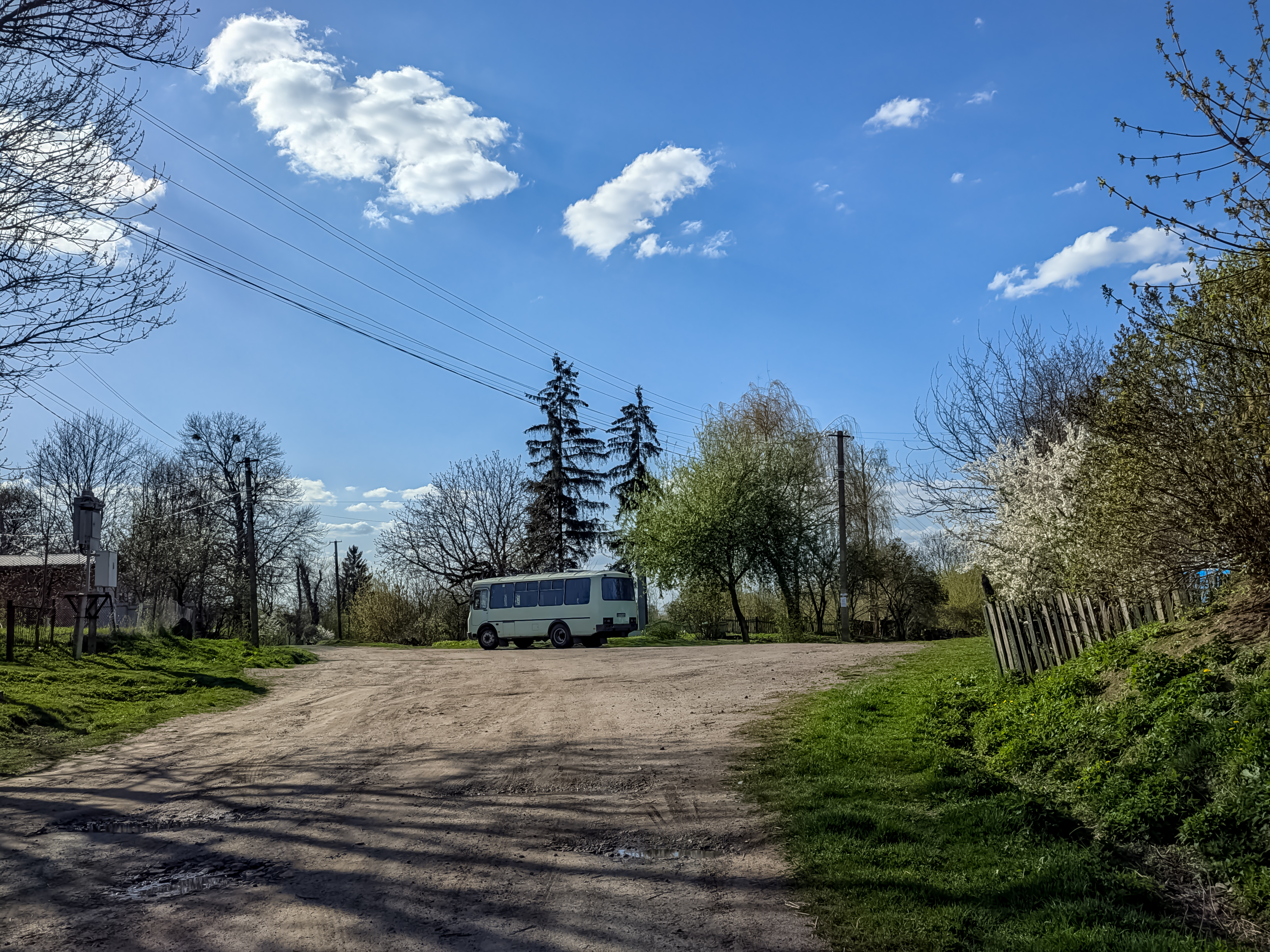
Кінцева зупинка автобусу в центрі села
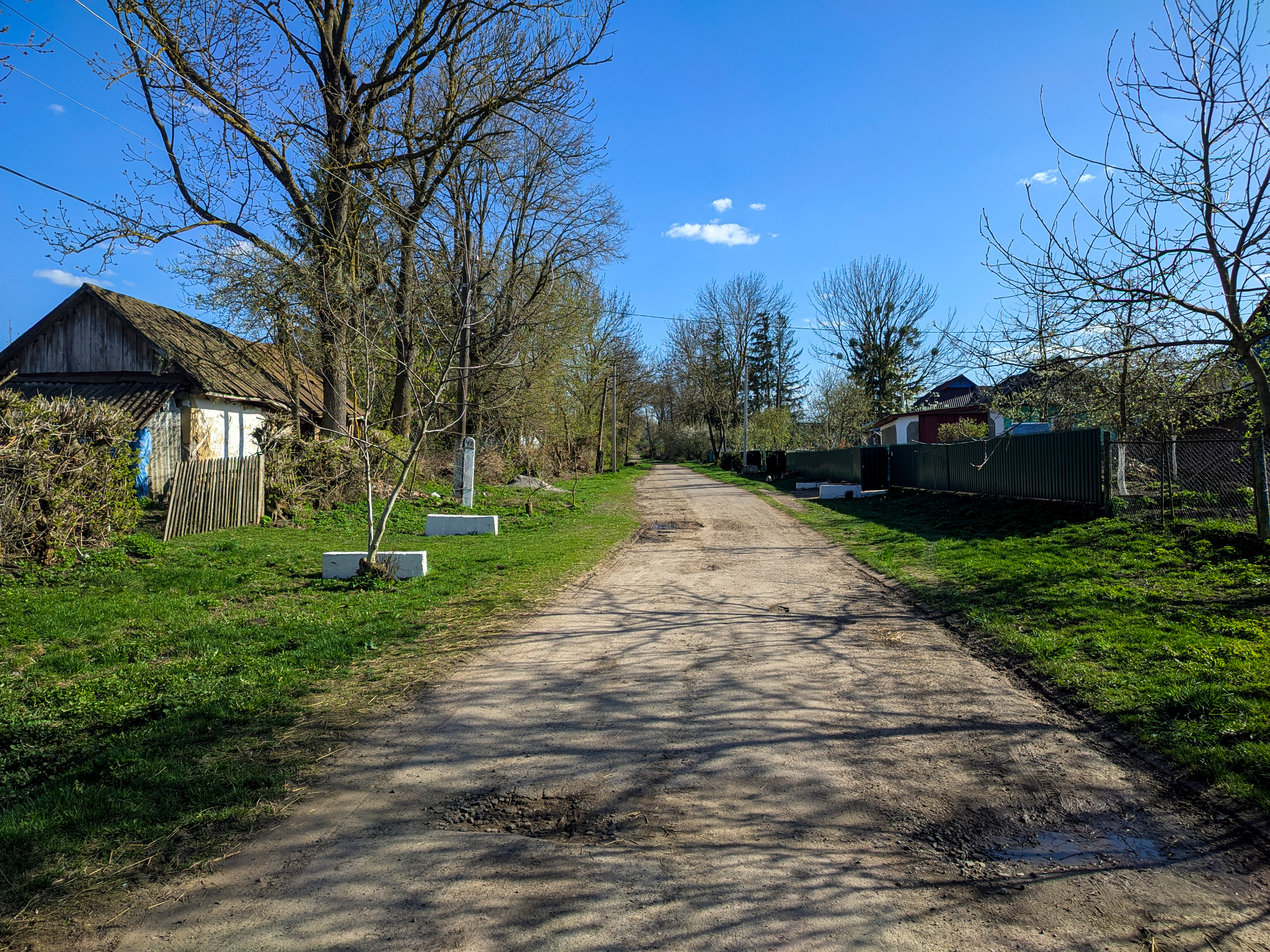
Вулиця в східній частині села
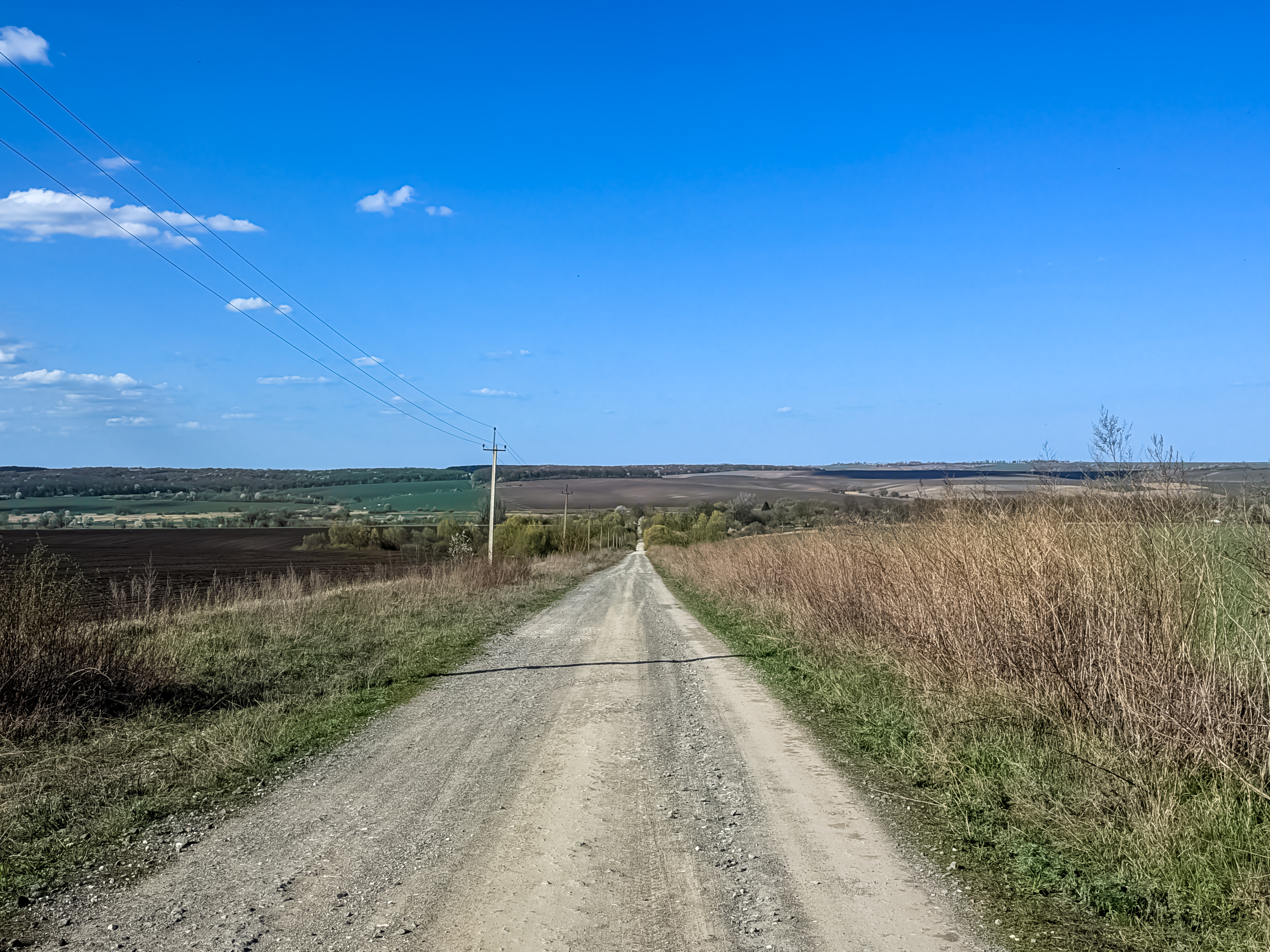
Дорога на село з боку с. Черепівка
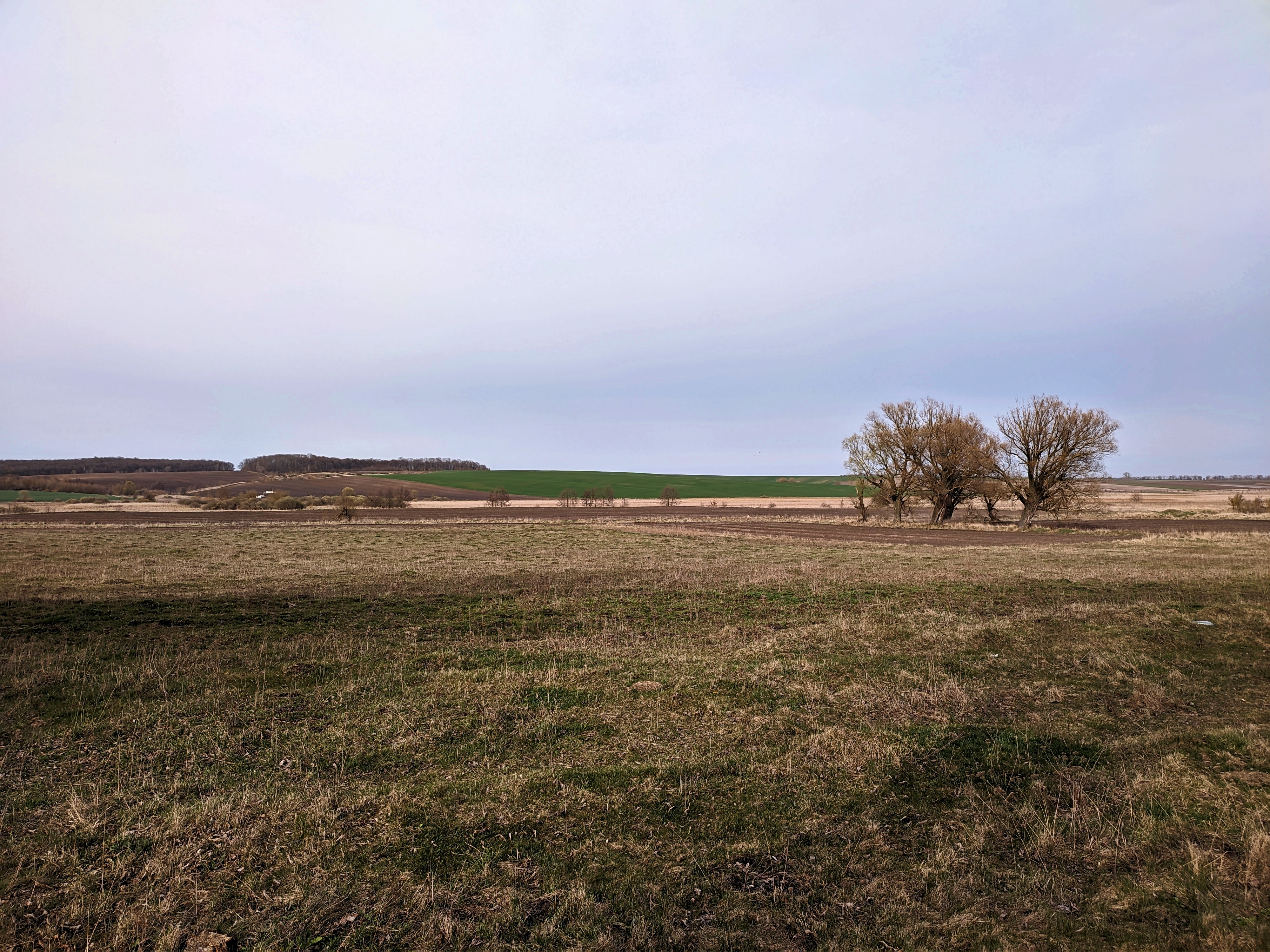
Весняний пейзаж поблизу села